# Christoph Hemlein
Christoph Hemlein (Heidelberg, 16 dicembre 1990) è un ex calciatore tedesco, di ruolo attaccante.

## Carriera
Nella stagione 2011-2012 ha giocato 3 partite in Bundesliga con lo Stoccarda.
Nel 2013 si trasferisce alla squadra olandese del N.E.C. con cui gioca in Eredivisie. Tra il 2015 ed il 2018 ha giocato nella seconda divisione tedesca con l'Arminia Bielefeld, con cui nella stagione 2014-2015 aveva invece vinto un campionato di terza divisione.

## Palmarès

### Club

#### Competizioni nazionali
- 3. Liga: 1

Arminia Bielefeld: 2014-2015